# (400064) 2006 SD105
(400064) 2006 SD105 es un asteroide perteneciente al cinturón de asteroides, descubierto el 19 de septiembre de 2006 por el equipo del Catalina Sky Survey desde el Catalina Sky Survey, Arizona, Estados Unidos.

## Designación y nombre
Designado provisionalmente como 2006 SD105.

## Características orbitales
2006 SD105 está situado a una distancia media del Sol de 2,613 ua, pudiendo alejarse hasta 3,370 ua y acercarse hasta 1,855 ua. Su excentricidad es 0,289 y la inclinación orbital 11,34 grados. Emplea 1542,96 días en completar una órbita alrededor del Sol.

## Características físicas
La magnitud absoluta de 2006 SD105 es 16,6. Tiene 2,779 km de diámetro y su albedo se estima en 0,057.